# Muhammad ibn Ibrahim Al ash-Sheikh
Muhammad ibn Ibrahim Al ash-Sheikh (1893–1969) fue un clérigo saudí, quién llegó a ser Gran Muftí de Arabia Saudita desde 1953 hasta su muerte en 1969, siendo la principal autoridad religiosa de su país.

## Contexto
Al ash-Sheikh nació en 1893 en el seno de una distinguida familia de ulemas saudíes, los Al ash-Sheikh, descendientes de Muhammad ibn Abd al-Wahhab, clérigo del siglo XVIII quién fundó el wahabismo, la principal corriente político-religiosa de Arabia Saudita, de corte ultraconservadora.

## Rol como Gran Muftí
En 1953, es designado Gran Muftí de Arabia Saudita, por lo que fue la principal eminencia religiosa de su país durante las décadas de 1950 y 1960. Falleció en 1969.

## Otras cargos
También llegó a ser Presidente del Consejo Constituyente de la Liga del Mundo Islámico, por lo que pudo garantizar la orientación musulmana wahabista para las actividades misioneras de la organización.

## Familia
Fue padre de Ibrahim ibn Muhammad Al ash-Sheikh, quién había sido Ministro de Salud entre 1975 y 1990, y de Abdullah ibn Muhammad Al ash-Sheikh, quién fue Ministro de Justicia entre 1993 y 2009.